# Éva Angyal
Éva Angyal, född den 18 april 1955 i Budapest, Ungern, är en ungersk handbollsspelare.
Hon tog OS-brons i damernas turnering i samband med de olympiska handbollstävlingarna 1976 i Montréal.